# Sedi titolari cattoliche (B-C)
Questa pagina contiene un elenco tra sedi titolari vescovili e arcivescovili della Chiesa cattolica, ordinate per lettera B e C. Oltre al vescovo o arcivescovo titolare, la tabella riporta la regione storica di appartenenza della diocesi, la metropolia di appartenenza (nel caso di diocesi soppresse suffraganee) e, nei casi specifici, la data dalla quale la sede risulta vacante; in alcuni casi la sede titolare è stata soppressa.
I casi in cui la sede sia vescovile, ma il prelato che ne detiene il titolo sia arcivescovo, sono riportati con la dicitura Titolo personale nella colonna del titolo.

## B
| Sede titolare                        | Sede         | Regione               | Suffraganea di                            | Titolo                                | Vescovo                                 | Note                          |
| ------------------------------------ | ------------ | --------------------- | ----------------------------------------- | ------------------------------------- | --------------------------------------- | ----------------------------- |
| Sede titolare di Baanna              |              | Bizacena              |                                           | Vescovo titolare                      | Volodymyr Hruca                         |                               |
| Sede titolare di Babilonia           |              | Augustamnica          | Arcidiocesi di Leontopoli di Augustamnica | Vescovo titolare                      | Vacante                                 |                               |
| Sede titolare di Babra               |              | Numidia               |                                           | Vescovo titolare                      | Miguel Ángel Contreras Llajaruna        |                               |
| Sede titolare di Bacanaria           |              | Mauritania Cesariense |                                           | Vescovo titolare                      | Vacante                                 | vacante dal 13 novembre 2024  |
| Sede titolare di Bacata di Arabia    |              | Arabia                | Arcidiocesi di Bosra                      | Vescovo titolare                      | Vacante                                 |                               |
| Sede titolare di Bacata di Palestina |              | Palestina             | Arcidiocesi di Petra                      | Vescovo titolare                      | Vacante                                 |                               |
| Sede titolare di Badie               |              | Numidia               |                                           | Vescovo titolare                      | Edilson de Souza Silva                  |                               |
| Sede titolare di Bagai               |              | Numidia               |                                           | Vescovo titolare                      | David Israel de la Torre Altamirano     |                               |
| Sede titolare di Bagi                |              | Lidia                 | Arcidiocesi di Sardi                      | Vescovo titolare                      | Waldemar Musioł                         |                               |
| Sede titolare di Bagnoregio          | Bagnoregio   | Lazio                 |                                           | Arcivescovo titolare Titolo personale | Guido Pozzo                             |                               |
| Sede titolare di Baia                |              | Numidia               |                                           | Vescovo titolare                      | Denis James Madden                      |                               |
| Sede titolare di Balanea             | Baniyas      | Siria                 | Arcidiocesi di Apamea di Siria            | Vescovo titolare                      | Vacante                                 | vacante dal 9 dicembre 1994   |
| Sede titolare di Balbura             |              | Licia                 | Arcidiocesi di Mira                       | Vescovo titolare                      | Vacante                                 | vacante dal 6 marzo 1969      |
| Sede titolare di Balecio             | Balecio      | Dalmazia Superiore    | Arcidiocesi di Antivari                   | Vescovo titolare                      | Reynaldo Bersabal                       |                               |
| Sede titolare di Baliana             |              | Mauritania Cesariense |                                           | Vescovo titolare                      | Andrés Arteaga Manieu                   |                               |
| Sede titolare di Bamaccora           |              | Numidia               |                                           | Vescovo titolare                      | José Angel Divassón Cilveti             |                               |
| Sede titolare di Bapara              |              | Mauritania Cesariense |                                           | Vescovo titolare                      | Valentin Cabbigat Dimoc                 |                               |
| Sede titolare di Bararo              |              | Bizacena              |                                           | Vescovo titolare                      | Pedro Ernesto Fournau                   |                               |
| Sede titolare di Barata              |              | Licaonia              | Arcidiocesi di Iconio                     | Vescovo titolare                      | Vacante                                 | vacante dal 7 gennaio 1975    |
| Sede titolare di Barbalisso          | Barbalissos  | Siria Eufratense      | Arcidiocesi di Gerapoli                   | Vescovo titolare                      | Vacante                                 | vacante dal 30 gennaio 1969   |
| Sede titolare di Barca               | Barca        | Libia Pentapolitana   |                                           | Vescovo titolare                      | Vacante                                 | vacante dal 21 marzo 2003     |
| Sede titolare di Barcuso             |              | Siria                 | Patriarcato di Antiochia                  | Vescovo titolare                      | Antony Kakkanat                         |                               |
| Sede titolare di Bardstown           | Bardstown    | Stati Uniti           | Arcidiocesi di Louisville                 | Vescovo titolare                      | James Massa                             |                               |
| Sede titolare di Bareta              |              | Asia                  | Arcidiocesi di Efeso                      | Vescovo titolare                      | Vacante                                 | vacante dal 18 gennaio 2013   |
| Sede titolare di Bargala             |              | Macedonia             | Arcidiocesi di Tessalonica                | Vescovo titolare                      | Vacante                                 | vacante dal 7 maggio 1959     |
| Sede titolare di Bargilia            | Bargylia     | Caria                 | Arcidiocesi di Stauropoli                 | Vescovo titolare                      | Vacante                                 | vacante dal 13 agosto 1963    |
| Sede titolare di Barica              |              | Numidia               |                                           | Vescovo titolare                      | Michal Janocha                          |                               |
| Sede titolare di Baris di Ellesponto |              | Ellesponto            | Arcidiocesi di Cizico                     | Vescovo titolare                      | Vacante                                 | vacante dal 22 novembre 1990  |
| Sede titolare di Baris di Pisidia    | Isparta      | Pisidia               | Arcidiocesi di Antiochia                  | Vescovo titolare                      | Vacante                                 | vacante dal 10 gennaio 1967   |
| Sede titolare di Basilinopoli        | Basilinopoli | Bitinia               | Arcidiocesi di Nicomedia                  | Vescovo titolare                      | Vacante                                 | vacante dal 18 settembre 1973 |
| Sede titolare di Bassiana            |              | Bizacena              |                                           | Vescovo titolare                      | Mariusz Leszczyński                     |                               |
| Sede titolare di Basti               | Baza         | Spagna                | Arcidiocesi di Toledo                     | Vescovo titolare                      | Benedek Szabolcs Fekete                 |                               |
| Sede titolare di Batne               | Batne        | Osroene               | Arcidiocesi di Edessa                     | Vescovo titolare                      | Vacante                                 | vacante dall'11 luglio 1974   |
| Sede titolare di Batne dei Siri      |              | Siria                 |                                           | Vescovo titolare                      | Pierre Melki                            |                               |
| Sede titolare di Bavagaliana         |              | Bizacena              |                                           | Vescovo titolare                      | Bertilo João Morsch                     |                               |
| Sede titolare di Beatia              | Baeza        | Spagna                | Arcidiocesi di Toledo                     | Vescovo titolare                      | Juan Carlos Londoño                     |                               |
| Sede titolare di Bela                |              | Bulgaria Occidentale  | Arcidiocesi di Acrida                     | Vescovo titolare                      | Ricardo Orlando Seirutti                |                               |
| Sede titolare di Belabitene          |              | Mesopotamia           | Arcidiocesi di Amida                      | Vescovo titolare                      | Vacante                                 | vacante dal 15 novembre 1966  |
| Sede titolare di Belali              |              | Proconsolare          | Arcidiocesi di Cartagine                  | Vescovo titolare                      | Carlos Alberto de Pinho Moreira Azevedo |                               |
| Sede titolare di Belcastro           | Belcastro    | Calabria              | Arcidiocesi di Santa Severina             | Arcivescovo titolare Titolo personale | Giovanni Cesare Pagazzi                 |                               |
| Sede titolare di Belesasa            |              | Numidia               |                                           | Vescovo titolare                      | Pius Sin Hozol                          |                               |
| Sede titolare di Belle               |              | Siria                 |                                           |                                       |                                         | Storica Soppressa             |
| Sede titolare di Bencenna            |              | Proconsolare          | Arcidiocesi di Cartagine                  | Vescovo titolare                      | Joseph Kollamparambil                   |                               |
| Sede titolare di Benda               |              | Epiro Nuovo           | Arcidiocesi di Durazzo                    | Vescovo titolare                      | Wilhelm Zimmermann                      |                               |
| Sede titolare di Benepota            |              | Mauritania Cesariense |                                           | Vescovo titolare                      | Leopoldo Hermes Garin Bruzzone          |                               |
| Sede titolare di Benevento           |              | Proconsolare          | Arcidiocesi di Cartagine                  | Arcivescovo titolare Titolo personale | Mitja Leskovar                          |                               |
| Sede titolare di Bennefa             |              | Bizacena              |                                           | Vescovo titolare                      | Héctor Mario Pérez Villareal            |                               |
| Sede titolare di Berea               | Aleppo       | Siria                 |                                           | Arcivescovo titolare                  | Vacante                                 | vacante dal 16 luglio 1974    |
| Sede titolare di Berenice            | Bengasi      | Libia Pentapolitana   |                                           | Vescovo titolare                      | Vacante                                 | vacante dal 27 ottobre 1968   |
| Sede titolare di Berissa             |              | Armenia               | Arcidiocesi di Sebastea                   | Vescovo titolare                      | Vacante                                 | vacante dal 15 novembre 1966  |
| Sede titolare di Berito              | Beirut       | Fenicia               |                                           |                                       |                                         | Storica Soppressa             |
| Sede titolare di Beroe               | Stara Zagora | Tracia                |                                           | Arcivescovo titolare                  | Vacante                                 | vacante dal 13 ottobre 2000   |
| Sede titolare di Berrea              | Veria        | Macedonia             | Arcidiocesi di Tessalonica                | Vescovo titolare                      | Vacante                                 | vacante dal 26 settembre 1993 |
| Sede titolare di Betagbarar          |              | Numidia               |                                           | Vescovo titolare                      | Martin Gächter                          |                               |
| Sede titolare di Betlemme            | Betlemme     | Palestina             | Arcidiocesi di Cesarea                    | Vescovo titolare                      | Vacante                                 | vacante dal 17 luglio 1987    |
| Sede titolare di Betsaida            | Betsaida     | Palestina             | Arcidiocesi di Scitopoli                  |                                       |                                         | Storica Soppressa             |
| Sede titolare di Bettona             | Bettona      | Umbria                |                                           | Vescovo titolare                      | Alvaro Efrén Rincón Rojas               |                               |
| Sede titolare di Betzabda            |              | Mesopotamia           | Arcidiocesi di Amida                      | Vescovo titolare                      | Basel Salim Yaldo                       |                               |
| Sede titolare di Bevagna             | Bevagna      | Umbria                |                                           | Arcivescovo titolare Titolo personale | Marcello Bartolucci                     |                               |
| Sede titolare di Beverley            | Beverley     | Inghilterra           | Arcidiocesi di Westminster                | Vescovo titolare                      | Vacante                                 | vacante dal 16 novembre 2024  |
| Sede titolare di Biblo               | Biblo        | Fenicia               | Arcidiocesi di Tiro                       | Vescovo titolare                      | Vacante                                 | vacante dal 17 dicembre 2016  |
| Sede titolare di Biccari             | Biccari      | Puglia                |                                           | Vescovo titolare                      | Vacante                                 | vacante dal 26 aprile 2025    |
| Sede titolare di Bida                |              | Mauritania Cesariense |                                           | Vescovo titolare                      | Áureo Patricio Bonilla Bonilla          |                               |
| Sede titolare di Bigastro            | Cehegín      | Spagna                | Arcidiocesi di Toledo                     | Vescovo titolare                      | Juan Antonio Martínez Camino            |                               |
| Sede titolare di Bilta               |              | Proconsolare          | Arcidiocesi di Cartagine                  | Vescovo titolare                      | Emigdio Duarte Figueroa                 |                               |
| Sede titolare di Binda               |              | Pisidia               | Arcidiocesi di Antiochia                  | Vescovo titolare                      | Vacante                                 | vacante dal 3 luglio 2003     |
| Sede titolare di Birta               | Birecik      | Osroene               | Arcidiocesi di Edessa                     | Vescovo titolare                      | Vacante                                 | vacante dal 3 novembre 1977   |
| Sede titolare di Bisarcio            | Ozieri       | Sardegna              |                                           | Vescovo titolare                      | Ramón Salazar Estrada                   |                               |
| Sede titolare di Bisenzio            | Bisenzio     | Lazio                 |                                           | Vescovo titolare                      | Luis Dario Martín                       |                               |
| Sede titolare di Bisica              |              | Proconsolare          | Arcidiocesi di Cartagine                  | Vescovo titolare                      | Jan Glapiak                             |                               |
| Sede titolare di Bistue              | Zenica       | Bosnia                | Arcidiocesi di Salona                     | Vescovo titolare                      | Theodorus Cornelis Maria Hoogenboom     |                               |
| Sede titolare di Bisuldino           | Besalú       | Spagna                | Arcidiocesi di Tarragona                  | Arcivescovo titolare Titolo personale | Alejandro Arellano Cedillo              |                               |
| Sede titolare di Bita                |              | Mauritania Cesariense |                                           | Vescovo titolare                      | Frans Daneels                           |                               |
| Sede titolare di Bitetto             | Bitetto      | Puglia                | Arcidiocesi di Bari                       | Arcivescovo titolare Titolo personale | Leo Boccardi                            |                               |
| Sede titolare di Bitilio             | Beit Lahia   | Palestina             | Arcidiocesi di Cesarea                    | Vescovo titolare                      | Vacante                                 | vacante dal 9 novembre 1981   |
| Sede titolare di Bizia               | Vize         | Europa                |                                           | Arcivescovo titolare                  | Vacante                                 | vacante dal 10 dicembre 1970  |
| Sede titolare di Bladia              |              | Bizacena              |                                           | Vescovo titolare                      | Víctor Iván Vargas Galarza              |                               |
| Sede titolare di Blanda              | Blanda Julia | Calabria              |                                           | Vescovo titolare                      | Kazimierz Wielikosielec                 |                               |
| Sede titolare di Blaundo             |              | Lidia                 | Arcidiocesi di Sardi                      | Vescovo titolare                      | Vacante                                 | vacante dal 31 gennaio 1971   |
| Sede titolare di Blera               | Blera        | Lazio                 |                                           | Arcivescovo titolare Titolo personale | Henryk Józef Nowacki                    |                               |
| Sede titolare di Bocconia            |              | Numidia               |                                           | Vescovo titolare                      | Gregory Taik Maung                      |                               |
| Sede titolare di Bodona              |              | Epiro                 |                                           |                                       |                                         | Storica Soppressa             |
| Sede titolare di Bolina              |              | Acaia                 |                                           |                                       |                                         | Storica Soppressa             |
| Sede titolare di Bolsena             | Bolsena      | Lazio                 |                                           | Arcivescovo titolare Titolo personale | Gian Luca Perici                        |                               |
| Sede titolare di Bomarzo             | Bomarzo      | Lazio                 |                                           | Arcivescovo titolare Titolo personale | Thomas Edward Gullickson                |                               |
| Sede titolare di Bonizza             | Vonitsa      | Epiro vecchio         | Arcidiocesi di Nicopoli                   | Vescovo titolare                      | Vacante                                 | vacante dal 18 dicembre 1984  |
| Sede titolare di Bononia             | Vidin        | Dacia Ripense         | Arcidiocesi di Raziaria                   | Vescovo titolare                      | John Joseph McIntyre                    |                               |
| Sede titolare di Bonusta             |              | Proconsolare          | Arcidiocesi di Cartagine                  | Vescovo titolare                      | Heinz-Günter Bongartz                   |                               |
| Sede titolare di Boreo               | Boreo        | Libia Pentapolitana   |                                           | Vescovo titolare                      | Vacante                                 | vacante dal 4 maggio 1990     |
| Sede titolare di Bosana              |              | Arabia                | Arcidiocesi di Bosra                      | Vescovo titolare                      | Vacante                                 | vacante dal 23 aprile 1992    |
| Sede titolare di Boseta              |              | Proconsolare          | Arcidiocesi di Cartagine                  | Vescovo titolare                      | Marcos Pirán                            |                               |
| Sede titolare di Bosporo             | Kerč'        | Zechia                |                                           | Arcivescovo titolare                  | Vacante                                 | vacante dal 17 gennaio 1965   |
| Sede titolare di Bossa               |              | Proconsolare          | Arcidiocesi di Cartagine                  | Vescovo titolare                      | Leszek Leszkiewicz                      |                               |
| Sede titolare di Bosra               | Bosra        | Arabia                |                                           | Arcivescovo titolare                  | Vacante                                 | vacante dal 1971              |
| Sede titolare di Botriana            |              | Proconsolare          | Arcidiocesi di Cartagine                  | Arcivescovo titolare Titolo personale | Renzo Fratini                           |                               |
| Sede titolare di Botri               | Batrun       | Fenicia               | Arcidiocesi di Tiro                       | Vescovo titolare                      | Vacante                                 | vacante dal 12 giugno 1967    |
| Sede titolare di Brescello           | Brescello    | Emilia                | Arcidiocesi di Modena                     | Vescovo titolare                      | István Katona                           |                               |
| Sede titolare di Bria                |              | Frigia Pacaziana      | Arcidiocesi di Laodicea                   | Vescovo titolare                      | Vacante                                 | vacante dal 15 giugno 1996    |
| Sede titolare di Briançonnet         | Briançonnet  | Francia               | Arcidiocesi di Embrun                     | Vescovo titolare                      | Jean-Marie Le Vert                      |                               |
| Sede titolare di Brisi               |              | Emimonto              |                                           | Arcivescovo titolare                  | Vacante                                 | vacante dal 5 novembre 1967   |
| Sede titolare di Britonia            | A Pastoriza  | Galizia               | Arcidiocesi di Braga                      | Vescovo titolare                      | Paweł Cieślik                           |                               |
| Sede titolare di Briula              |              | Asia                  | Arcidiocesi di Efeso                      | Vescovo titolare                      | Vacante                                 | vacante dall'11 ottobre 2019  |
| Sede titolare di Bruzo               |              | Frigia Salutare       | Arcidiocesi di Sinnada                    | Vescovo titolare                      | Vacante                                 | vacante dal 20 agosto 1969    |
| Sede titolare di Bubasti             | Bubasti      | Augustamnica          | Arcidiocesi di Leontopoli di Augustamnica | Vescovo titolare                      | Vacante                                 | vacante dal 26 maggio 1978    |
| Sede titolare di Bubon               | Bubon        | Licia                 | Arcidiocesi di Mira                       | Vescovo titolare                      | Vacante                                 |                               |
| Sede titolare di Bucello             | Matochina    | Emimonto              | Arcidiocesi di Adrianopoli di Emimonto    | Vescovo titolare                      | Vacante                                 | vacante dal 20 aprile 1993    |
| Sede titolare di Budua               | Budua        | Dalmazia superiore    | Arcidiocesi di Doclea                     | Vescovo titolare                      | Socrates Calamba Mesiona                |                               |
| Sede titolare di Buffada             |              | Numidia               |                                           | Vescovo titolare                      | Felipe Pulido                           |                               |
| Sede titolare di Bugia               |              |                       |                                           |                                       |                                         | Storica Soppressa             |
| Sede titolare di Buleliana           |              | Bizacena              |                                           | Vescovo titolare                      | Deepak Valerian Tauro                   |                               |
| Sede titolare di Bulgarofigo         | Babaeski     | Emimonto              | Arcidiocesi di Adrianopoli di Emimonto    | Vescovo titolare                      | Vacante                                 |                               |
| Sede titolare di Bulla               |              | Proconsolare          | Arcidiocesi di Cartagine                  | Vescovo titolare                      | Percival Joseph Fernandez               |                               |
| Sede titolare di Bulla Regia         | Bulla Regia  | Proconsolare          | Arcidiocesi di Cartagine                  | Vescovo titolare                      | Roman Adam Marcinkowski                 |                               |
| Sede titolare di Bulna               |              | Proconsolare          | Arcidiocesi di Cartagine                  | Vescovo titolare                      | Jan Sobiło                              |                               |
| Sede titolare di Burca               |              | Numidia               |                                           | Vescovo titolare                      | Jaime Uriel Sanabria Arias              |                               |
| Sede titolare di Bure                |              | Proconsolare          | Arcidiocesi di Cartagine                  | Vescovo titolare                      | Dominic Anthony Marconi                 |                               |
| Sede titolare di Buruni              |              | Proconsolare          | Arcidiocesi di Cartagine                  | Vescovo titolare                      | Daniele Libanori                        |                               |
| Sede titolare di Busiri              | Busiri       | Egitto                |                                           | Vescovo titolare                      | Theodor Kettmann                        |                               |
| Sede titolare di Buslacena           |              | Africa                |                                           | Vescovo titolare                      | Gustavo Manuel Larrazábal               |                               |
| Sede titolare di Buto                | Buto         | Egitto                | Arcidiocesi di Alessandria                | Vescovo titolare                      | Vacante                                 | vacante dal 27 giugno 1977    |
| Sede titolare di Butrinto            | Butrinto     | Epiro vecchio         | Arcidiocesi di Nicopoli                   | Vescovo titolare                      | Zdeněk Wasserbauer                      |                               |

## C

### Ca - Ch
| Sede titolare                                             | Sede               | Regione               | Suffraganea di                    | Titolo                                | Vescovo                              | Note                                     |
| --------------------------------------------------------- | ------------------ | --------------------- | --------------------------------- | ------------------------------------- | ------------------------------------ | ---------------------------------------- |
| Sede titolare di Cabarsussi                               |                    | Bizacena              |                                   | Vescovo titolare                      | Terence Robert Curtin                |                                          |
| Sede titolare di Cabasa                                   |                    | Egitto                |                                   | Vescovo titolare                      | Hani Bakhoum Kiroulos                |                                          |
| Sede titolare di Cadi                                     |                    | Frigia Pacaziana      | Arcidiocesi di Gerapoli di Frigia | Vescovo titolare                      | Vacante                              | vacante dal 21 settembre 2009            |
| Sede titolare di Cadossia                                 |                    | Bitinia               | Arcidiocesi di Nicomedia          | Vescovo titolare                      | Vacante                              | vacante dal 3 agosto 2000                |
| Sede titolare di Cafarnao                                 | Cafarnao           | Palestina             | Arcidiocesi di Scitopoli          |                                       |                                      | Storica Soppressa                        |
| Sede titolare di Caffa                                    | Feodosia           | Zechia                |                                   | Vescovo titolare                      | Vacante                              | vacante dal 10 marzo 1978                |
| Sede titolare di Calama                                   | Guelma             | Numidia               |                                   | Vescovo titolare                      | Vacante                              | vacante dal 20 agosto 2025               |
| Sede titolare di Calcedonia                               | Kadıköy            | Bitinia               |                                   | Arcivescovo titolare                  | Vacante                              | vacante dal 26 giugno 1967               |
| Sede titolare di Calcedonia degli Armeni                  |                    |                       |                                   |                                       |                                      | Storica Soppressa                        |
| Sede titolare di Calcedonia dei Siri                      |                    |                       |                                   | Arcivescovo titolare                  | Vacante                              | vacante dal 4 luglio 1958                |
| Sede titolare di Calcide di Europa                        | İnecik             | Europa                | Arcidiocesi di Eraclea            | Vescovo titolare                      | Vacante                              |                                          |
| Sede titolare di Calcide di Grecia                        | Calcide            | Ellade                | Arcidiocesi di Atene              | Vescovo titolare                      | Vacante                              | vacante dal 26 novembre 1966             |
| Sede titolare di Calcide di Siria                         | Qinnasrin          | Siria                 |                                   | Arcivescovo titolare                  | Vacante                              | vacante dal 19 settembre 1968            |
| Sede titolare di Caliabria                                | Caliabria          | Portogallo            | Arcidiocesi di Mérida Augusta     | Vescovo titolare                      | Joaquim Augusto da Silva Mendes      |                                          |
| Sede titolare di Calidone                                 | Calidone           | Tessalia              | Arcidiocesi di Larissa            | Vescovo titolare                      | Vacante                              | vacante dal 14 dicembre 1973             |
| Sede titolare di California                               | California         | Stati Uniti           | Arcidiocesi di Los Angeles        | Vescovo titolare                      | William John Waltersheid             |                                          |
| Sede titolare di Calinda                                  |                    | Licia                 | Arcidiocesi di Mira               | Vescovo titolare                      |                                      | vacante dal 4 giugno 1971                |
| Sede titolare di Callinico                                | al-Raqqa           | Osroene               | Arcidiocesi di Edessa             |                                       |                                      | Storica Soppressa                        |
| Sede titolare di Callinico dei Maroniti                   | al-Raqqa           | Osroene               |                                   | Vescovo titolare                      | Samir Mazloum                        |                                          |
| Sede titolare di Callipoli                                | Gallipoli          | Europa                | Arcidiocesi di Eraclea            | Vescovo titolare                      | Vacante                              | vacante dal 16 giugno 1992               |
| Sede titolare di Caloe                                    |                    | Asia                  | Arcidiocesi di Efeso              | Vescovo titolare                      | Vacante                              | vacante dal 26 giugno 1970               |
| Sede titolare di Caltadria                                |                    | Mauritania Cesariense |                                   | Vescovo titolare                      | Janusz Ostrowski                     |                                          |
| Sede titolare di Camaco                                   |                    | Armenia Terza         |                                   | Arcivescovo titolare                  | Vacante                              | vacante dal 30 ottobre 1974              |
| Sede titolare di Campania                                 |                    | Macedonia             | Arcidiocesi di Tessalonica        | Vescovo titolare                      | Vacante                              | vacante dal 12 giugno 1965               |
| Sede titolare di Campli                                   | Campli             | Abruzzo               |                                   | Vescovo titolare                      | Renato Tarantelli Baccari            |                                          |
| Sede titolare di Camuliana                                |                    | Cappadocia            | Arcidiocesi di Cesarea            | Vescovo titolare                      | Vacante                              | vacante dal 13 giugno 1970               |
| Sede titolare di Cana                                     |                    | Licaonia              | Arcidiocesi di Iconio             | Vescovo titolare                      | Vacante                              | vacante dal 25 novembre 1970             |
| Sede titolare di Canapio                                  | Canapio            | Proconsolare          | Arcidiocesi di Cartagine          | Vescovo titolare                      | Jonny Eduardo Reyes Sequera          |                                          |
| Sede titolare di Canata                                   | El-Qanawat         | Arabia                | Arcidiocesi di Bosra              | Vescovo titolare                      | Vacante                              | vacante dal 30 maggio 2025               |
| Sede titolare di Candiba                                  |                    | Licia                 | Arcidiocesi di Mira               | Vescovo titolare                      | Vacante                              | vacante dal 20 ottobre 1966              |
| Sede titolare di Canea                                    | La Canea           | Grecia                |                                   |                                       |                                      | Storica Soppressa                        |
| Sede titolare di Canne                                    | Canne              | Puglia                | Arcidiocesi di Trani              | Arcivescovo titolare Titolo personale | Alfio Rapisarda                      |                                          |
| Sede titolare di Canopo                                   | Canopo             | Egitto                | Arcidiocesi di Alessandria        |                                       |                                      | Storica Soppressa                        |
| Sede titolare di Canosa                                   | Canosa             | Puglia                | Arcidiocesi di Bari               | Arcivescovo titolare Titolo personale | Celestino Migliore                   |                                          |
| Sede titolare di Cantano                                  | Kantanos           | Creta                 | Arcidiocesi di Gortina            | Vescovo titolare                      | Hans-Georg Koitz                     |                                          |
| Sede titolare di Caorle                                   | Caorle             | Veneto                | Patriarcato di Venezia            | Arcivescovo titolare Titolo personale | Juliusz Janusz                       |                                          |
| Sede titolare di Capitoliade                              |                    | Palestina             | Arcidiocesi di Scitopoli          | Vescovo titolare                      | Vacante                              | vacante dal 23 aprile 1992               |
| Sede titolare di Capocilla                                | Capocilla          | Mauritania Cesariense |                                   | Arcivescovo titolare Titolo personale | Ilson de Jesus Montanari             |                                          |
| Sede titolare di Capo della Foresta                       | Pyxous (Bussento)  | Campania              |                                   | Vescovo titolare                      | Vacante                              | vacante dal 18 ottobre 2024              |
| Sede titolare di Capra                                    |                    | Mauritania Cesariense |                                   | Vescovo titolare                      | Joseph Shipandeni Shikongo           |                                          |
| Sede titolare di Capri                                    | Capri              | Campania              | Arcidiocesi di Amalfi             | Arcivescovo titolare Titolo personale | Leopoldo Girelli                     |                                          |
| Sede titolare di Capsa                                    | Gafsa              | Bizacena              |                                   | Vescovo titolare                      | Vacante                              | vacante dal 30 luglio 2025               |
| Sede titolare di Capso                                    |                    | Numidia               |                                   | Vescovo titolare                      | William James Muhm                   |                                          |
| Sede titolare di Caracmoba                                | Al-Karak           | Palestina             | Arcidiocesi di Petra              | Vescovo titolare                      | Vacante                              |                                          |
| Sede titolare di Caradro                                  |                    | Isauria               | Arcidiocesi di Seleucia           |                                       |                                      | Storica Soppressa                        |
| Sede titolare di Carallia                                 |                    | Panfilia              | Arcidiocesi di Side               | Vescovo titolare                      | Vacante                              | vacante dal 17 gennaio 1981              |
| Sede titolare di Carcabia                                 |                    | Bizacena              |                                   | Vescovo titolare                      | Manuel Nin                           |                                          |
| Sede titolare di Cardabunta                               |                    | Isauria               | Arcidiocesi di Seleucia           | Vescovo titolare                      | Vacante                              |                                          |
| Sede titolare di Cardicio                                 |                    | Tessalia              | Arcidiocesi di Larissa            | Vescovo titolare                      | Vacante                              | vacante dal 25 aprile 1969               |
| Sede titolare di Caria                                    |                    | Caria                 |                                   |                                       |                                      | Storica Soppressa                        |
| Sede titolare di Cariana                                  |                    | Bizacena              |                                   | Vescovo titolare                      | Everardus Johannes de Jong           |                                          |
| Sede titolare di Carini                                   | Carini             | Sicilia               |                                   | Arcivescovo titolare Titolo personale | Alessandro D'Errico                  |                                          |
| Sede titolare di Carinola                                 | Carinola           | Campania              | Arcidiocesi di Capua              | Vescovo titolare                      | Vacante                              | vacante dal 20 giugno 2025               |
| Sede titolare di Cariopoli                                | Hayrabolu          | Europa                | Arcidiocesi di Eraclea            | Vescovo titolare                      | Vacante                              | vacante dall'11 settembre 1970           |
| Sede titolare di Carmeiano                                |                    | Puglia                |                                   | Vescovo titolare                      | Eddy René Calvillo Díaz              |                                          |
| Sede titolare di Carpasia                                 | Karpas             | Cipro                 | Arcidiocesi di Salamina           | Vescovo titolare                      | Vacante                              | vacante dal 22 febbraio 1995             |
| Sede titolare di Carpentras                               | Carpentras         | Francia               | Arcidiocesi di Avignone           | Vescovo titolare                      | Loïc Lagadec                         |                                          |
| Sede titolare di Carpi                                    |                    | Proconsolare          | Arcidiocesi di Cartagine          | Vescovo titolare                      | Ramon Bejarano                       |                                          |
| Sede titolare di Carre                                    | Carre              | Osroene               | Arcidiocesi di Edessa             | Vescovo titolare                      | Vacante                              | vacante dal 27 marzo 1965                |
| Sede titolare di Cartagine                                | Cartagine          |                       |                                   | Arcivescovo titolare                  | Vacante                              | vacante dal 30 giugno 1979               |
| Sede titolare di Cartenna                                 | Ténès              | Mauritania Cesariense |                                   | Vescovo titolare                      | Luigi Infanti della Mora             |                                          |
| Sede titolare di Caristo                                  | Karystos           | Ellade                | Arcidiocesi di Atene              | Vescovo titolare                      | Vacante                              | vacante dal 21 aprile 1966               |
| Sede titolare di Case Calane                              |                    | Numidia               |                                   | Vescovo titolare                      | Richard Brendan Higgins              |                                          |
| Sede titolare di Case di Numidia                          | El Madher          | Numidia               |                                   | Vescovo titolare                      | Lénard Ndjadi Ndjate                 |                                          |
| Sede titolare di Case di Pamfilia                         | Beyşehir           | Panfilia              | Arcidiocesi di Side               | Vescovo titolare                      | Vacante                              | vacante dal 7 novembre 1997              |
| Sede titolare di Case Mediane                             |                    | Numidia               |                                   | Vescovo titolare                      | Medardo de Jesús Henao del Río       |                                          |
| Sede titolare di Case Nere                                |                    | Numidia               |                                   | Vescovo titolare                      | Wojciech Skibicki                    |                                          |
| Sede titolare di Casio                                    |                    | Augustamnica          | Arcidiocesi di Pelusio            | Vescovo titolare                      | Vacante                              | vacante dal 15 gennaio 1966              |
| Sede titolare di Cassandria                               | Kassandra          | Macedonia             | Arcidiocesi di Tessalonica        | Vescovo titolare                      | Vacante                              | vacante dal 25 luglio 1987               |
| Sede titolare di Cassiope                                 |                    | Epiro                 |                                   |                                       |                                      | Storica Soppressa                        |
| Sede titolare di Castabala                                | Ierapoli Castabala | Cilicia               | Arcidiocesi di Anazarbo           | Vescovo titolare                      | Fernando Daniel Rodríguez            |                                          |
| Sede titolare di Castello                                 | Venezia            | Veneto                | Patriarcato di Grado              | Arcivescovo titolare Titolo personale | Charles Daniel Balvo                 |                                          |
| Sede titolare di Castello Jabar                           |                    | Mauritania Cesariense |                                   | Vescovo titolare                      | João Miranda Teixeira                |                                          |
| Sede titolare di Castello di Mauritania                   |                    | Mauritania Sitifense  |                                   | Vescovo titolare                      | Vacante                              | vacante dal 26 marzo 2022                |
| Sede titolare di Castello di Numidia                      |                    | Numidia               |                                   | Vescovo titolare                      | Anthony Narh Asare                   |                                          |
| Sede titolare di Castello di Ripa                         |                    | Mauritania Cesariense |                                   | Vescovo titolare                      | Jose Pandarassery                    |                                          |
| Sede titolare di Castello di Tatroporto                   |                    | Mauritania Cesariense |                                   | Vescovo titolare                      | Saulius Bužauskas                    |                                          |
| Sede titolare di Castello di Tingizio                     | Chlef              | Mauritania Cesariense |                                   | Vescovo titolare                      | Ireneusz Józef Pekalski              |                                          |
| Sede titolare di Castello di Tituliano                    |                    | Numidia               |                                   | Vescovo titolare                      | Andrej Imrich                        |                                          |
| Sede titolare di Castel Mediano                           |                    | Mauritania Cesariense |                                   | Vescovo titolare                      | Roque Costa Souza                    |                                          |
| Sede titolare di Castel Minore                            |                    | Mauritania Cesariense |                                   | Vescovo titolare                      | Arokia Raj Satis Kumar               |                                          |
| Sede titolare di Castoria                                 |                    | Ellade                | Arcidiocesi di Tebe               | Vescovo titolare                      | Vacante                              | vacante dal 22 aprile 1971               |
| Sede titolare di Castra di Galba                          |                    | Numidia               |                                   | Vescovo titolare                      | Joseph Soosainathan                  |                                          |
| Sede titolare di Castra di Marte                          |                    | Dacia Ripense         | Arcidiocesi di Raziaria           | Vescovo titolare                      | Piotr Kryk                           |                                          |
| Sede titolare di Castra Nova                              | Mohammadia         | Mauritania Cesariense |                                   | Vescovo titolare                      | Claudio Pablo Castricone             |                                          |
| Sede titolare di Castra Severiana                         |                    | Mauritania Cesariense |                                   | Vescovo titolare                      | Alessandro Giraudo                   |                                          |
| Sede titolare di Castro                                   | Castro             | Lazio                 |                                   | Vescovo titolare                      | Patrick Kieran Lynch                 |                                          |
| Sede titolare di Castro di Puglia                         | Castro             | Puglia                | Arcidiocesi di Otranto            | Vescovo titolare                      | Vacante                              | vacante dal 21 novembre 2024             |
| Sede titolare di Castro di Sardegna                       | Castro             | Sardegna              | Arcidiocesi di Sassari            | Vescovo titolare                      | Andreas Geßmann                      |                                          |
| Sede titolare di Castulo                                  | Cazlona            | Spagna                | Arcidiocesi di Toledo             | Vescovo titolare                      | Vacante                              | vacante dal 12 giugno 2021               |
| Sede titolare di Catabo Castra                            |                    | Mauritania Cesariense |                                   | Vescovo titolare                      | Olivier Schmitthaeusler              |                                          |
| Sede titolare di Cataquas                                 |                    | Numidia               |                                   | Vescovo titolare                      | Mario Alberto Avilés                 |                                          |
| Sede titolare di Catenna                                  |                    | Panfilia              | Arcidiocesi di Side               |                                       |                                      | Storica Soppressa                        |
| Sede titolare di Catro                                    |                    | Mauritania Cesariense |                                   | Vescovo titolare                      | Pedro Bismarck Chau                  |                                          |
| Sede titolare di Catula                                   |                    | Mauritania Cesariense |                                   | Vescovo titolare                      | Vacante                              | vacante dal 6 agosto 2025                |
| Sede titolare di Cauno                                    |                    | Licia                 | Arcidiocesi di Mira               | Vescovo titolare                      | Vacante                              | vacante dal 17 settembre 1972            |
| Sede titolare di Cavaillon                                | Cavaillon          | Francia               | Arcidiocesi di Avignone           | Vescovo titolare                      | Krzysztof Zadarko                    |                                          |
| Sede titolare di Cea                                      | Ceo                | Ellade                | Arcidiocesi di Atene              | Vescovo titolare                      | Vacante                              | vacante dal 4 marzo 1966                 |
| Sede titolare di Ceanannus Mór                            | Kells              | Leinster              | Arcidiocesi di Armagh             | Vescovo titolare                      | Thomas John Curry                    |                                          |
| Sede titolare di Cebarades                                |                    | Bizacena              |                                   | Vescovo titolare                      | Joseph Galea-Curmi                   |                                          |
| Sede titolare di Ceciri                                   |                    | Proconsolare          | Arcidiocesi di Cartagine          | Arcivescovo titolare Titolo personale | Antonio Arcari                       |                                          |
| Sede titolare di Cedamusa                                 |                    | Mauritania Sitifense  |                                   | Vescovo titolare                      | Fernando Arêas Rifan                 |                                          |
| Sede titolare di Cedie                                    |                    | Numidia               |                                   | Vescovo titolare                      | Tomasz Zbigniew Sztajerwald          |                                          |
| Sede titolare di Cefa                                     |                    | Mesopotamia           | Arcidiocesi di Amida              | Vescovo titolare                      | Vacante                              | vacante dal 5 maggio 1974                |
| Sede titolare di Cefala                                   |                    | Proconsolare          | Arcidiocesi di Cartagine          | Vescovo titolare                      | Carlos Márquez Delima                |                                          |
| Sede titolare di Cela                                     |                    | Europa                | Arcidiocesi di Eraclea            | Vescovo titolare                      | Vacante                              | vacante dal 3 giugno 1980                |
| Sede titolare di Celano                                   | Celano             | Abruzzo               |                                   | Vescovo titolare                      | Vacante                              | istituita nel 2009, finora mai assegnata |
| Sede titolare di Celenderi                                |                    | Isauria               | Arcidiocesi di Seleucia           | Vescovo titolare                      | Vacante                              | vacante dal 14 febbraio 1964             |
| Sede titolare di Celene                                   | Caldas de Reis     | Galizia               | Arcidiocesi di Braga              | Vescovo titolare                      | Sergio Pagano                        |                                          |
| Sede titolare di Celerina                                 |                    | Numidia               |                                   | Vescovo titolare                      | Athanasius Schneider                 |                                          |
| Sede titolare di Celiana                                  | Aïn Tine           | Numidia               |                                   | Vescovo titolare                      | Paul Robert Sanchez                  |                                          |
| Sede titolare di Cell Ausaille                            | presso Naas        | Leinster              | Arcidiocesi di Armagh             | Vescovo titolare                      | Donal Roche                          |                                          |
| Sede titolare di Celle di Mauritania                      |                    | Mauritania Sitifense  |                                   | Vescovo titolare                      | Néstor Montesdeoca Becerra           |                                          |
| Sede titolare di Celle di Proconsolare                    |                    | Proconsolare          | Arcidiocesi di Cartagine          | Vescovo titolare                      | Eugenio Arellano Fernández           |                                          |
| Sede titolare di Cemeriniano                              |                    | Numidia               |                                   | Vescovo titolare                      | Edmund James Whalen                  |                                          |
| Sede titolare di Cene                                     |                    | Mauritania Cesariense |                                   | Vescovo titolare                      | Odair Miguel Gonsalves dos Santos    |                                          |
| Sede titolare di Cenculiana                               |                    | Bizacena              |                                   | Vescovo titolare                      | Dennis Spies                         |                                          |
| Sede titolare di Centenaria                               |                    | Numidia               |                                   | Vescovo titolare                      | Antônio Aparecido de Marcos Filho    |                                          |
| Sede titolare di Centuria                                 |                    | Numidia               |                                   | Vescovo titolare                      | Jeffrey Marc Monforton               |                                          |
| Sede titolare di Centuriones                              |                    | Numidia               |                                   | Vescovo titolare                      | Vasyl' Tučapec'                      |                                          |
| Sede titolare di Ceramo                                   |                    | Caria                 | Arcidiocesi di Stauropoli         | Vescovo titolare                      | Héctor Javier Pizarro Acevedo        |                                          |
| Sede titolare di Ceramussa                                |                    | Numidia               |                                   | Vescovo titolare                      | Vacante                              | vacante dal 17 agosto 2025               |
| Sede titolare di Cerasa                                   |                    | Lidia                 | Arcidiocesi di Sardi              | Vescovo titolare                      | Vacante                              | vacante dal 2 maggio 2001                |
| Sede titolare di Cerasonte                                | Giresun            | Ponto Polemoniaco     | Metropolia di Neocesarea          | Vescovo titolare                      | Vacante                              | vacante dal 21 marzo 1965                |
| Sede titolare di Cerbali                                  |                    | Proconsolare          | Arcidiocesi di Cartagine          | Vescovo titolare                      | Rafael Cob García                    |                                          |
| Sede titolare di Cercina                                  | Isole Kerkennah    | Bizacena              |                                   | Vescovo titolare                      | Vacante                              | vacante dal 22 maggio 2025               |
| Sede titolare di Cerenza                                  | Cerenzia           | Calabria              | Arcidiocesi di Santa Severina     | Arcivescovo titolare Titolo personale | Eric Soviguidi                       |                                          |
| Sede titolare di Ceretapa                                 |                    | Frigia Pacaziana      | Arcidiocesi di Laodicea           | Vescovo titolare                      | Vacante                              |                                          |
| Sede titolare di Cerinia                                  | Kyrenia            | Cipro                 | Arcidiocesi di Salamina           | Vescovo titolare                      | Vacante                              | vacante dal 29 dicembre 1976             |
| Sede titolare di Cernizza                                 |                    | Peloponneso           | Arcidiocesi di Patrasso           | Vescovo titolare                      | Vacante                              | vacante dal 1º febbraio 1973             |
| Sede titolare di Cerveteri                                | Cerveteri          | Lazio                 |                                   | Vescovo titolare                      | Andrea Ripa                          |                                          |
| Sede titolare di Cesarea di Bitinia                       |                    | Bitinia               | Arcidiocesi di Nicomedia          | Vescovo titolare                      | Vacante                              | vacante dal 5 gennaio 1982               |
| Sede titolare di Cesarea di Cappadocia                    | Kayseri            | Cappadocia            |                                   | Arcivescovo titolare                  | Vacante                              | vacante dal 5 marzo 1973                 |
| Sede titolare di Cesarea di Cappadocia degli Armeni       | Kayseri            | Turchia               |                                   | Arcivescovo titolare Titolo personale | Kévork Khazoumian                    |                                          |
| Sede titolare di Cesarea di Cappadocia dei Greco-Melchiti | Kayseri            | Turchia               |                                   | Arcivescovo titolare                  | Vacante                              | vacante dal 1º settembre 1984            |
| Sede titolare di Cesarea di Mauritania                    | Cherchell          | Mauritania Cesariense |                                   | Arcivescovo titolare Titolo personale | Marek Solczyński                     |                                          |
| Sede titolare di Cesarea di Numidia                       | Hammamet           | Numidia               |                                   | Arcivescovo titolare Titolo personale | Augustine Kasujja                    |                                          |
| Sede titolare di Cesarea di Palestina                     | Cesarea            | Palestina             |                                   | Arcivescovo titolare                  | Vacante                              | vacante dal 26 giugno 1967               |
| Sede titolare di Cesarea di Palestina dei Greco-Melchiti  | Cesarea            |                       |                                   | Arcivescovo titolare                  | Vacante                              | vacante dal 1º gennaio 2017              |
| Sede titolare di Cesarea di Tessalia                      |                    | Tessalia              | Arcidiocesi di Larissa            | Vescovo titolare                      | Vacante                              | vacante dal 27 ottobre 1970              |
| Sede titolare di Cesarea di Filippo                       | Cesarea di Filippo | Fenicia               | Arcidiocesi di Tiro               | Vescovo titolare                      | Guy-Paul Noujaim                     |                                          |
| Sede titolare di Cesarea del Ponto                        |                    | Cappadocia            |                                   |                                       |                                      | Storica Soppressa                        |
| Sede titolare di Cesariana                                |                    | Numidia               |                                   | Vescovo titolare                      | Josaphat Oleh Hovera                 |                                          |
| Sede titolare di Cesaropoli                               |                    | Macedonia             | Arcidiocesi di Filippi            | Vescovo titolare                      | Vacante                              | vacante dal 14 marzo 1990                |
| Sede titolare di Cestro                                   |                    | Isauria               | Arcidiocesi di Seleucia           | Vescovo titolare                      | Vacante                              | vacante dal 28 aprile 1967               |
| Sede titolare di Chayal dei Siro-Malankaresi              |                    |                       | Arcieparchia di Trivandrum        | Vescovo titolare                      | Gheevarghese Mar Aprem Kurisummottil |                                          |
| Sede titolare di Chełm                                    | Chełm              | Polonia               | Arcidiocesi di Lublino            | Vescovo titolare                      | Stanisław Jamrozek                   |                                          |
| Sede titolare di Chersoneso di Creta                      | Chersonissos       | Creta                 | Arcidiocesi di Gortina            | Vescovo titolare                      | Vacante                              | vacante dal 21 dicembre 1989             |
| Sede titolare di Chersoneso di Europa                     |                    | Europa                | Arcidiocesi di Eraclea            | Vescovo titolare                      | Vacante                              | vacante dal 4 dicembre 1965              |
| Sede titolare di Chersoneso di Zechia                     | Cherson            | Zechia                |                                   | Arcivescovo titolare                  | Vacante                              | vacante dal 3 luglio 1976                |
| Sede titolare di Chiemsee                                 | Chiemsee           | Germania              | Arcidiocesi di Monaco e Frisinga  | Vescovo titolare                      | Vacante                              | sede non ancora assegnata                |
| Sede titolare di Chimera                                  | Himara             | Bulgaria Occidentale  | Arcidiocesi di Acrida             | Vescovo titolare                      | José de Jesús Quintero Díaz          |                                          |
| Sede titolare di Chitri                                   | Kythrea            | Cipro                 | Arcidiocesi di Salamina           | Vescovo titolare                      | Vacante                              | vacante dal 20 maggio 1966               |

### Ci - Cu
| Sede titolare                            | Sede                  | Regione               | Suffraganea di                               | Titolo                                | Vescovo                                  | Note                          |
| ---------------------------------------- | --------------------- | --------------------- | -------------------------------------------- | ------------------------------------- | ---------------------------------------- | ----------------------------- |
| Sede titolare di Ciane                   |                       | Licia                 | Arcidiocesi di Mira                          | Vescovo titolare                      | Vacante                                  | vacante dal 1º novembre 1982  |
| Sede titolare di Cibale                  | Vinkovci              | Croazia               | Arcidiocesi di Sirmio                        | Vescovo titolare                      | Nikola Eterović                          |                               |
| Sede titolare di Cibaliana               |                       | Bizacena              |                                              | Vescovo titolare                      | Vacante                                  | vacante dal 1º maggio 2021    |
| Sede titolare di Cibira                  |                       | Caria                 | Arcidiocesi di Stauropoli                    | Vescovo titolare                      | Vacante                                  | vacante dal 6 luglio 1965     |
| Sede titolare di Cibistra                | Ereğli                | Cappadocia            | Arcidiocesi di Tiana                         | Vescovo titolare                      | Vacante                                  | vacante dal 3 febbraio 1965   |
| Sede titolare di Cidiesso                |                       | Frigia Pacaziana      | Arcidiocesi di Laodicea                      | Vescovo titolare                      | Vacante                                  | vacante dal 18 dicembre 1965  |
| Sede titolare di Cidonia                 | La Canea              | Creta                 | Arcidiocesi di Gortina                       |                                       |                                          | Storica Soppressa             |
| Sede titolare di Cidramo                 |                       | Caria                 | Arcidiocesi di Stauropoli                    | Vescovo titolare                      | Vacante                                  | vacante dal 31 marzo 1970     |
| Sede titolare di Cilibia                 |                       | Proconsolare          | Arcidiocesi di Cartagine                     | Vescovo titolare                      | Vacante                                  | vacante dal 1º luglio 2025    |
| Sede titolare di Cillio                  | Kasserine             | Bizacena              |                                              | Vescovo titolare                      | Carlos Enrique Samaniego López           |                               |
| Sede titolare di Cime                    |                       | Asia                  | Arcidiocesi di Efeso                         | Vescovo titolare                      | Vacante                                  | vacante dal 9 febbraio 1994   |
| Sede titolare di Cincari                 |                       | Proconsolare          | Arcidiocesi di Cartagine                     | Vescovo titolare                      | Frumencio Escudero Arenas                |                               |
| Sede titolare di Cingoli                 | Cingoli               | Marche                |                                              | Arcivescovo titolare Titolo personale | Mauricio Rueda Beltz                     |                               |
| Sede titolare di Cinna                   |                       | Galazia               | Arcidiocesi di Ancira                        | Vescovo titolare                      | Vacante                                  | vacante dal 29 ottobre 1968   |
| Sede titolare di Cinnaborio              |                       | Frigia Salutare       | Arcidiocesi di Sinnada                       | Vescovo titolare                      | Vacante                                  |                               |
| Sede titolare di Cinopoli di Arcadia     |                       | Arcadia               | Arcidiocesi di Ossirinco                     | Vescovo titolare                      | Vacante                                  | vacante dal 10 aprile 1968    |
| Sede titolare di Cinopoli di Egitto      |                       | Egitto                |                                              | Vescovo titolare                      | Vacante                                  | vacante dal 7 dicembre 1970   |
| Sede titolare di Cio                     | Cio                   | Bitinia               |                                              | Arcivescovo titolare                  | Vacante                                  | vacante dall'11 marzo 1964    |
| Sede titolare di Ciparissia              | Kyparissia            | Peloponneso           | Arcidiocesi di Patrasso                      | Vescovo titolare                      | Vacante                                  | vacante dal 26 aprile 1969    |
| Sede titolare di Cipsela                 | İpsala                | Rodope                |                                              | Arcivescovo titolare                  | Vacante                                  | vacante dal 20 aprile 1969    |
| Sede titolare di Circesio                | Circesium             | Osroene               | Arcidiocesi di Edessa                        | Vescovo titolare                      | Vacante                                  | vacante dal 24 novembre 1980  |
| Sede titolare di Cirene                  | Cirene                | Libia Pentapolitana   |                                              | Vescovo titolare                      | Vacante                                  | vacante dal 19 febbraio 1983  |
| Sede titolare di Cirro                   | Cirro                 | Siria Eufratense      |                                              | Arcivescovo titolare                  | Vacante                                  | vacante dal 22 novembre 1966  |
| Sede titolare di Cirro dei Maroniti      | Cirro                 |                       |                                              |                                       |                                          | Storica Soppressa             |
| Sede titolare di Cisamo                  | Kissamos              | Creta                 | Arcidiocesi di Gortina                       | Vescovo titolare                      | Vacante                                  | vacante dal 25 maggio 1994    |
| Sede titolare di Ciscisso                | Keskin                | Cappadocia            | Arcidiocesi di Cesarea                       | Vescovo titolare                      | Vacante                                  |                               |
| Sede titolare di Cissa                   | Cissa                 | Istria                | Patriarcato di Aquileia                      | Arcivescovo titolare Titolo personale | Ante Jozić                               |                               |
| Sede titolare di Cissi                   |                       | Mauritania Cesariense |                                              | Vescovo titolare                      | Vacante                                  | vacante dal 28 ottobre 2023   |
| Sede titolare di Cissita                 |                       | Proconsolare          | Arcidiocesi di Cartagine                     | Vescovo titolare                      | Octavio Villegas Aguilar                 |                               |
| Sede titolare di Citarizo                |                       | Armenia               | Arcidiocesi di Camaco                        | Vescovo titolare                      | Vacante                                  | vacante dal 30 aprile 1971    |
| Sede titolare di Citro                   | Pidna                 | Macedonia             | Arcidiocesi di Tessalonica                   | Vescovo titolare                      | Vacante                                  | vacante dal 9 luglio 1965     |
| Sede titolare di Cittaducale             | Cittaducale           | Abruzzo               |                                              | Arcivescovo titolare Titolo personale | Mark Gerard Miles                        |                               |
| Sede titolare di Cittanova               | Cittanova             | Istria                | Patriarcato di Venezia                       | Arcivescovo titolare Titolo personale | José Avelino Bettencourt                 |                               |
| Sede titolare di Civitanova              | Civitanova Marche     | Piceno                |                                              | Arcivescovo titolare Titolo personale | Claudio Maria Celli                      |                               |
| Sede titolare di Civitate                | San Paolo di Civitate | Beneventano           | Arcidiocesi di Benevento                     | Vescovo titolare                      | Juan Ignacio Arrieta Ochoa de Chinchetru |                               |
| Sede titolare di Cizio                   | Kition                | Cipro                 | Arcidiocesi di Salamina                      | Vescovo titolare                      | Raymond Francis Chappetto                |                               |
| Sede titolare di Cizico                  | Cizico                | Ellesponto            |                                              | Arcivescovo titolare                  | Vacante                                  | vacante dal 23 novembre 1974  |
| Sede titolare di Claneo                  |                       | Frigia Salutare       | Arcidiocesi di Amorio                        | Vescovo titolare                      | Vacante                                  | vacante dal 31 gennaio 1968   |
| Sede titolare di Claterna                | Claterna              | Emilia                |                                              | Vescovo titolare                      | Antonio Racelis Rañola                   |                               |
| Sede titolare di Claudiopoli di Onoriade |                       | Onoriade              |                                              | Arcivescovo titolare                  | Vacante                                  | vacante dal 26 marzo 2000     |
| Sede titolare di Claudiopoli di Isauria  |                       | Isauria               | Arcidiocesi di Seleucia                      | Vescovo titolare                      | Vacante                                  | vacante dal 14 giugno 1969    |
| Sede titolare di Clazomene               | Clazomene             | Asia                  | Arcidiocesi di Smirne                        | Vescovo titolare                      | Vacante                                  | vacante dal 26 agosto 1966    |
| Sede titolare di Cleopatride             | Cleopatride           | Egitto                | Arcidiocesi di Alessandria                   | Vescovo titolare                      | Tesfaye Tadesse Gebresilasie             |                               |
| Sede titolare di Clipia                  | Kélibia               | Proconsolare          | Arcidiocesi di Cartagine                     | Vescovo titolare                      | Józef Szamocki                           |                               |
| Sede titolare di Clisma                  | Clysma                | Augustamnica          | Arcidiocesi di Leontopoli di Augustamnica    | Vescovo titolare                      | Vacante                                  | vacante dal 5 giugno 1991     |
| Sede titolare di Cluain Iraird           |                       | Leinster              | Arcidiocesi di Armagh                        | Vescovo titolare                      | Peter John Byrne                         |                               |
| Sede titolare di Cnido                   | Cnido                 | Caria                 | Arcidiocesi di Stauropoli                    | Vescovo titolare                      | Vacante                                  | vacante dal 29 giugno 1973    |
| Sede titolare di Cnosso                  | Cnosso                | Creta                 | Arcidiocesi di Gortina                       | Vescovo titolare                      | Vacante                                  | vacante dal 27 novembre 1970  |
| Sede titolare di Coba                    |                       | Mauritania Sitifense  |                                              |                                       |                                          | Storica Soppressa             |
| Sede titolare di Codaca                  |                       | Isauria               | Arcidiocesi di Seleucia                      | Vescovo titolare                      | Vacante                                  |                               |
| Sede titolare di Codrula                 |                       | Panfilia              | Arcidiocesi di Perge                         | Vescovo titolare                      | Vacante                                  |                               |
| Sede titolare di Colbasa                 |                       | Panfilia              | Arcidiocesi di Perge                         | Vescovo titolare                      | Vacante                                  | vacante dal 5 luglio 1964     |
| Sede titolare di Colibrasso              |                       | Panfilia              | Arcidiocesi di Side                          | Vescovo titolare                      | Vacante                                  | vacante dal 24 febbraio 1974  |
| Sede titolare di Colofone                | Colofone              | Asia                  | Arcidiocesi di Efeso                         | Vescovo titolare                      | Vacante                                  | vacante dal 27 agosto 1973    |
| Sede titolare di Colonia di Armenia      |                       | Armenia               |                                              | Arcivescovo titolare                  | Vacante                                  | vacante dal 27 giugno 1983    |
| Sede titolare di Colonia di Cappadocia   | Aksaray               | Cappadocia            | Arcidiocesi di Mocisso                       | Vescovo titolare                      | Vacante                                  | vacante dal 10 settembre 1970 |
| Sede titolare di Colonnata               | Khemisti              | Mauritania Cesariense |                                              | Vescovo titolare                      | Karl Josef Romer                         |                               |
| Sede titolare di Colosse                 | Colossi               | Frigia Pacaziana      |                                              | Arcivescovo titolare                  | Vacante                                  | vacante dal 22 febbraio 1965  |
| Sede titolare di Columbica               |                       | Africa                |                                              |                                       |                                          | Storica Soppressa             |
| Sede titolare di Coma                    |                       | Licia                 | Arcidiocesi di Mira                          | Vescovo titolare                      | Vacante                                  | vacante dal 22 settembre 1978 |
| Sede titolare di Comama                  |                       | Panfilia              | Arcidiocesi di Perge                         | Vescovo titolare                      | Vacante                                  | vacante dal 14 gennaio 1911   |
| Sede titolare di Comana di Armenia       |                       | Armenia               | Arcidiocesi di Melitene                      | Vescovo titolare                      | Parsegh (Manuel) Baghdassarian           |                               |
| Sede titolare di Comana Pontica          | Comana Pontica        | Ponto Polemoniaco     | Metropolia di Neocesarea                     | Vescovo titolare                      | Vacante                                  | vacante dal 31 gennaio 1969   |
| Sede titolare di Comba                   |                       | Licia                 | Arcidiocesi di Mira                          | Vescovo titolare                      | Vacante                                  | vacante dal 18 dicembre 1984  |
| Sede titolare di Conana                  |                       | Pisidia               | Arcidiocesi di Antiochia                     | Vescovo titolare                      | Vacante                                  | vacante dal 15 novembre 1966  |
| Sede titolare di Concordia               |                       | Stati Uniti           | Arcidiocesi di Kansas City in Kansas         | Arcivescovo titolare Titolo personale | Antonio Sozzo                            |                               |
| Sede titolare di Cone                    | Cone                  | Frigia Salutare       | Arcidiocesi di Cotieo                        | Vescovo titolare                      | Vacante                                  | vacante dal 29 maggio 1968    |
| Sede titolare di Conocora                |                       | Fenicia               | Arcidiocesi di Damasco                       | Vescovo titolare                      | Vacante                                  | vacante dall'11 novembre 1996 |
| Sede titolare di Copriti                 |                       | Egitto                | Arcidiocesi di Alessandria                   | Vescovo titolare                      | Vacante                                  |                               |
| Sede titolare di Copto                   |                       | Egitto                | Arcidiocesi di Tolemaide di Tebaide          | Vescovo titolare                      | Vacante                                  | vacante dal 17 febbraio 1967  |
| Sede titolare di Coracesio               | Alanya                | Panfilia              | Arcidiocesi di Side                          | Vescovo titolare                      | Vacante                                  | vacante dal 22 giugno 1970    |
| Sede titolare di Corada                  |                       | Fenicia               | Arcidiocesi di Damasco                       | Vescovo titolare                      | Vacante                                  | vacante dal 12 novembre 1994  |
| Sede titolare di Corbavia                | Krbava                | Dalmazia Inferiore    | Arcidiocesi di Spalato                       | Arcivescovo titolare Titolo personale | Ivan Jurkovič                            |                               |
| Sede titolare di Corico                  | Corico                | Cilicia               | Arcidiocesi di Tarso                         | Vescovo titolare                      | Vacante                                  | vacante dal 27 ottobre 1967   |
| Sede titolare di Coridala                |                       | Licia                 | Arcidiocesi di Mira                          | Vescovo titolare                      | Vacante                                  | vacante dal 18 agosto 1965    |
| Sede titolare di Corinto                 | Corinto               | Peloponneso           |                                              | Arcivescovo titolare                  | Vacante                                  | vacante dal 17 novembre 2005  |
| Sede titolare di Corna                   |                       | Licaonia              | Arcidiocesi di Iconio                        | Vescovo titolare                      | Vacante                                  | vacante dal 12 dicembre 1969  |
| Sede titolare di Corniculana             |                       | Mauritania Cesariense |                                              | Vescovo titolare                      | Oscar Augusto Múnera Ochoa               |                               |
| Sede titolare di Corone                  | Corone                | Peloponneso           | Arcidiocesi di Patrasso                      | Vescovo titolare                      | Vacante                                  | vacante dal 23 settembre 1971 |
| Sede titolare di Coronea                 | Cheronea              | Ellade                | Arcidiocesi di Atene                         | Vescovo titolare                      | Vacante                                  | vacante dal 4 agosto 1967     |
| Sede titolare di Coropisso               |                       | Isauria               | Arcidiocesi di Seleucia                      | Vescovo titolare                      | Vacante                                  | vacante dal 16 dicembre 1991  |
| Sede titolare di Cos                     | Coo                   | Dodecaneso            | Arcidiocesi di Rodi                          | Vescovo titolare                      | Vacante                                  | vacante dal 30 giugno 2004    |
| Sede titolare di Costantina              |                       | Osroene               | Arcidiocesi di Edessa                        | Vescovo titolare                      | Vacante                                  | vacante dal 20 aprile 1979    |
| Sede titolare di Costantinopoli          | Istanbul              |                       |                                              |                                       |                                          | Storica Soppressa             |
| Sede titolare di Costanza di Arabia      |                       | Arabia                | Arcidiocesi di Bosra                         | Vescovo titolare                      | Vacante                                  | vacante dal 3 febbraio 1969   |
| Sede titolare di Costanza di Tracia      |                       | Tracia                | Arcidiocesi di Filippopoli                   | Vescovo titolare                      | Vacante                                  | vacante dal 1º dicembre 1966  |
| Sede titolare di Cotenna                 |                       | Panfilia              | Arcidiocesi di Side                          | Vescovo titolare                      | Vacante                                  | vacante dal 20 marzo 1986     |
| Sede titolare di Cotieo                  | Kütahya               | Frigia Salutare       |                                              | Arcivescovo titolare                  | Vacante                                  | vacante dal 19 marzo 1964     |
| Sede titolare di Cotrada                 |                       | Panfilia              |                                              | Arcivescovo titolare                  | Vacante                                  | vacante dal 27 aprile 1969    |
| Sede titolare di Cova                    |                       | Mauritania Sitifense  |                                              | Vescovo titolare                      | Neil Edward Tiedemann                    |                               |
| Sede titolare di Cozila                  |                       | Bulgaria Occidentale  | Arcidiocesi di Acrida                        | Vescovo titolare                      | Savio Dominic Fernandes                  |                               |
| Sede titolare di Craina                  |                       |                       |                                              |                                       |                                          | Storica Soppressa             |
| Sede titolare di Crazia                  |                       | Onoriade              | Arcidiocesi di Claudiopoli                   | Vescovo titolare                      | Vacante                                  | vacante dal 20 gennaio 1985   |
| Sede titolare di Cremna                  | Cremna                | Panfilia              | Arcidiocesi di Perge                         | Vescovo titolare                      | Vacante                                  | vacante dal 9 luglio 1967     |
| Sede titolare di Crepedula               |                       | Bizacena              |                                              | Vescovo titolare                      | Karl Borsch                              |                               |
| Sede titolare di Cresima                 |                       | Proconsolare          | Arcidiocesi di Cartagine                     | Vescovo titolare                      | Marco Mellino                            |                               |
| Sede titolare di Crisopoli di Arabia     |                       | Arabia                | Arcidiocesi di Bosra                         | Vescovo titolare                      | Vacante                                  | vacante dal 7 febbraio 1935   |
| Sede titolare di Crisopoli di Macedonia  | Chrysoupoli           | Macedonia             | Arcidiocesi di Filippi                       | Vescovo titolare                      | Vacante                                  | vacante dal 27 dicembre 1987  |
| Sede titolare di Cristianopoli           |                       | Peloponneso           | Arcidiocesi di Patrasso                      | Vescovo titolare                      | Vacante                                  | vacante dal 2 febbraio 1974   |
| Sede titolare di Cristopoli              | Kavala                | Macedonia             | Arcidiocesi di Filippi                       | Vescovo titolare                      | Vacante                                  | vacante dal 31 marzo 1984     |
| Sede titolare di Croe                    | Croia                 | Epiro Nuovo           | Arcidiocesi di Durazzo                       | Vescovo titolare                      | Vacante                                  | vacante dall'8 aprile 2025    |
| Sede titolare di Cubda                   |                       | Proconsolare          | Arcidiocesi di Cartagine                     | Vescovo titolare                      | Horacio José Álvarez                     |                               |
| Sede titolare di Cucuso                  | Göksun                | Armenia               | Arcidiocesi di Melitene                      | Vescovo titolare                      | Vacante                                  | vacante dal 22 marzo 1981     |
| Sede titolare di Cufruta                 |                       | Bizacena              |                                              | Vescovo titolare                      | Vacante                                  | vacante dal 5 aprile 2025     |
| Sede titolare di Cuicul                  | Djémila               | Numidia               |                                              | Vescovo titolare                      | Andrij Chimjak                           |                               |
| Sede titolare di Cullu                   | Collo                 | Numidia               |                                              | Vescovo titolare                      | Hilário Da Cruz Massinga                 |                               |
| Sede titolare di Cululi                  |                       | Bizacena              |                                              |                                       |                                          | Storica Soppressa             |
| Sede titolare di Culusi                  |                       | Proconsolare          | Arcidiocesi di Cartagine                     | Vescovo titolare                      | Imre Asztrik Várszegi                    |                               |
| Sede titolare di Cuma                    | Cuma                  | Campania              | Arcidiocesi di Napoli                        | Vescovo titolare                      | Julio María Elías Montoya                |                               |
| Sede titolare di Cunavia                 |                       | Epiro Nuovo           | Arcidiocesi di Durazzo                       | Vescovo titolare                      | Kevin Thomas Kenney                      |                               |
| Sede titolare di Cuncacestre             | Chester-le-Street     | Inghilterra           | Arcidiocesi di York                          | Vescovo titolare                      | David Ernest Charles Evans               |                               |
| Sede titolare di Cunga Féichin           | Cong                  | Connaught             | Arcidiocesi di Tuam                          | Vescovo titolare                      | Vacante                                  | vacante dal 19 aprile 2025    |
| Sede titolare di Curio                   | Akrotiri              | Cipro                 | Arcidiocesi di Salamina                      | Vescovo titolare                      | Vacante                                  | vacante dal 21 agosto 1984    |
| Sede titolare di Curubi                  | Korba                 | Proconsolare          | Arcidiocesi di Cartagine                     | Vescovo titolare                      | Claudio Silvero Acosta                   |                               |
| Sede titolare di Curzola                 | Curzola               | Dalmazia Inferiore    | Arcidiocesi di Salona Arcidiocesi di Spalato | Vescovo titolare                      | Juan Miguel Betancourt                   |                               |
| Sede titolare di Cuse                    | el-Qusiya             | Tebaide               | Arcidiocesi di Antinoe                       | Vescovo titolare                      | Vacante                                  | vacante dal 13 maggio 1982    |
| Sede titolare di Cusira                  |                       | Bizacena              |                                              | Vescovo titolare                      | Łukasz Mirosław Buzun                    |                               |